# Parafia Jezusa Miłosiernego w Witebsku

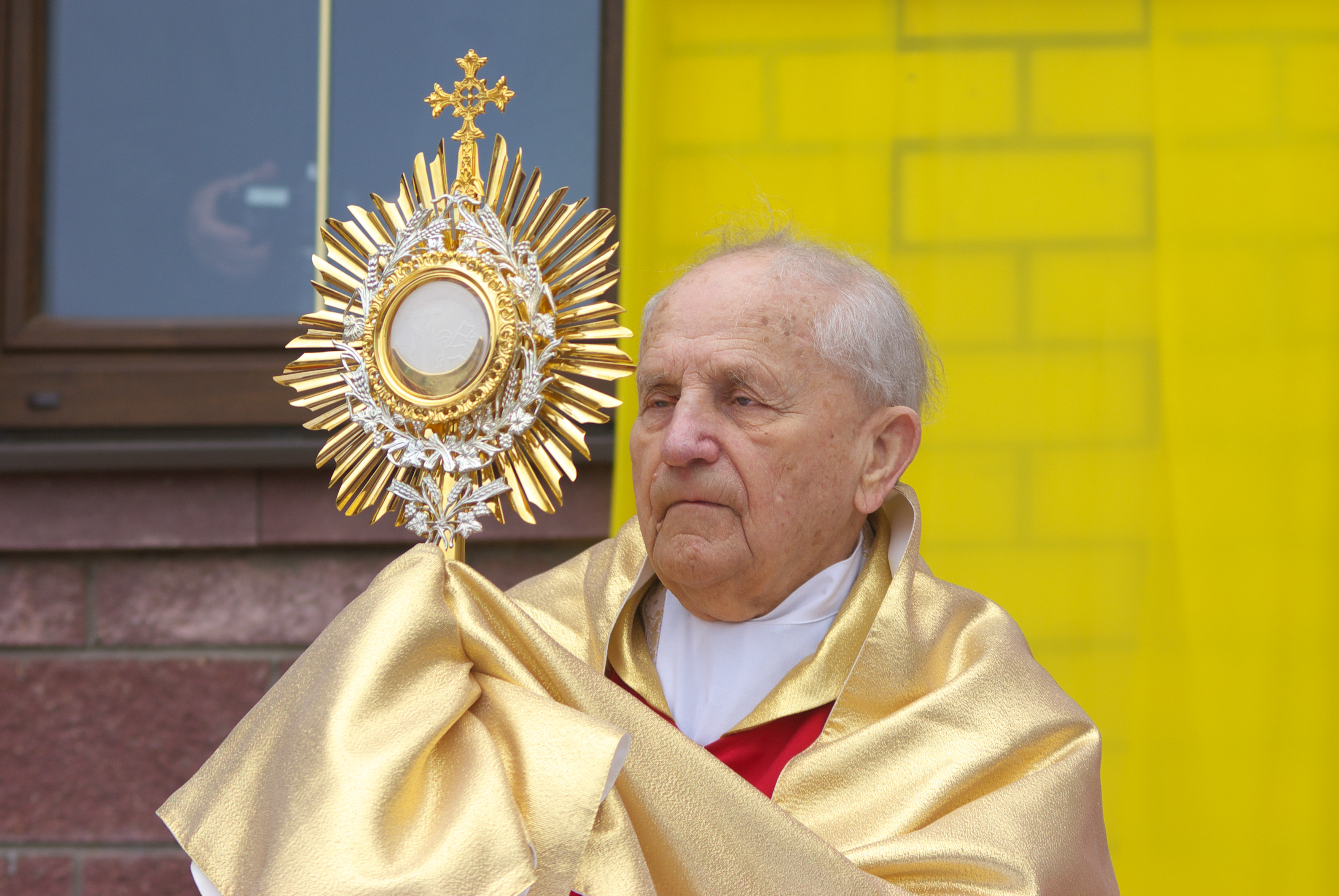
Kardynał Kazimierz Świątek podczas uroczystości Bożego Ciała w Witebsku w 2009 roku

Parafia Jezusa Miłosiernego w Witebsku (biał. Парафія Езуса Міласэрнага ў Віцебску) – parafia rzymskokatolicka w Witebsku. Należy do dekanatu witebskiego diecezji witebskiej. Została utworzona w 2000 roku.

## Historia
Parafia Jezusa Miłosiernego w Witebsku została erygowana w 2000 roku. 22 października 2000 roku w kościele katedralnym św. Barbary w Witebsku odbyła się pierwsza Msza Święta dla wiernych parafii. 16 listopada, w święto Matki Bożej Miłosierdzia, otrzymano zgodę na budowę tymczasowej kaplicy, która stanęła w ciągu trzech tygodni. 3 marca 2001 roku pierwszym proboszczem został ks. Dariusz Kubica SDS. 3 czerwca 2001 roku miała miejsce pierwsza wizytacja biskupia w parafii. 12 września 2004 roku bp Władysław Blin poświęcił plac pod budowę nowego kościoła, na którą władze miasta wydały ostateczne zezwolenie w połowie października tego roku. Budowę prowadzili salwatorianie. W lipcu 2008 roku proboszczem został ks. prał. Mirosław Skoczylas. 
10 października 2009 roku odbyła się uroczysta konsekracja nowego kościoła, której dokonał nuncjusz apostolski na Białorusi abp Martin Vidović, który przed laty święcił kamień węgielny pod jego budowę. Obok świątyni powstał dom katechetyczny, w którym są m.in. kawiarnia młodzieżowa, klub internetowy, sala teatralna. W 2010 została tutaj przeniesiona kuria diecezjalna. 19 czerwca 2011 roku, w uroczystość Bożego Ciała kościół otrzymał tytuł katedry diecezji, który od 1999 roku należał do kościoła św. Barbary w Witebsku. Uroczystej Mszy Świętej przewodniczył kardynał Robert Sarah.
Decyzją pełnomocnika prezydenta Białorusi do spraw wyznań i narodowości Leanida Hulaki z dnia 18 października 2018 r. proboszcz parafii polak ks. Paweł Knurek nie otrzymał od białoruskich władz zezwolenia na posługę na terenie kraju. Pomimo odwołania oraz petycji złożonej przez 168 parafian decyzja została utrzymana. Nie podano jej uzasadnienia. Ks. Paweł Knurek przedtem w latach 2001-2017 posługiwał jako proboszcz parafii w Łyntupach.  

## Opis
Parafia obejmuje 1/4 Witebska. Na osiedlu Południe mieszka ponad 100 tys. W parafii działają Żywy Różaniec i Legion Maryi, są też grupy ministranckie. Msze Święte odprawiane są w języku białoruskim, w niedziele i święta o godz. 17.00 odbywa się Msza Święta w języku polskim.

## Proboszczowie
| imię i nazwisko         | daty urzędowania |
| ----------------------- | ---------------- |
| ks. Dariusz Kubica SDS  | 2001 –           |
| ks. Mirosław Skoczylas  | 2008 –           |
| ks. Andrzej Aniskiewicz |                  |
| ks. Paweł Knurek        | 2017 – 2018      |
| ks. Walery Orsik        | 2018 –           |